# 奥古斯特·斯特林堡广场

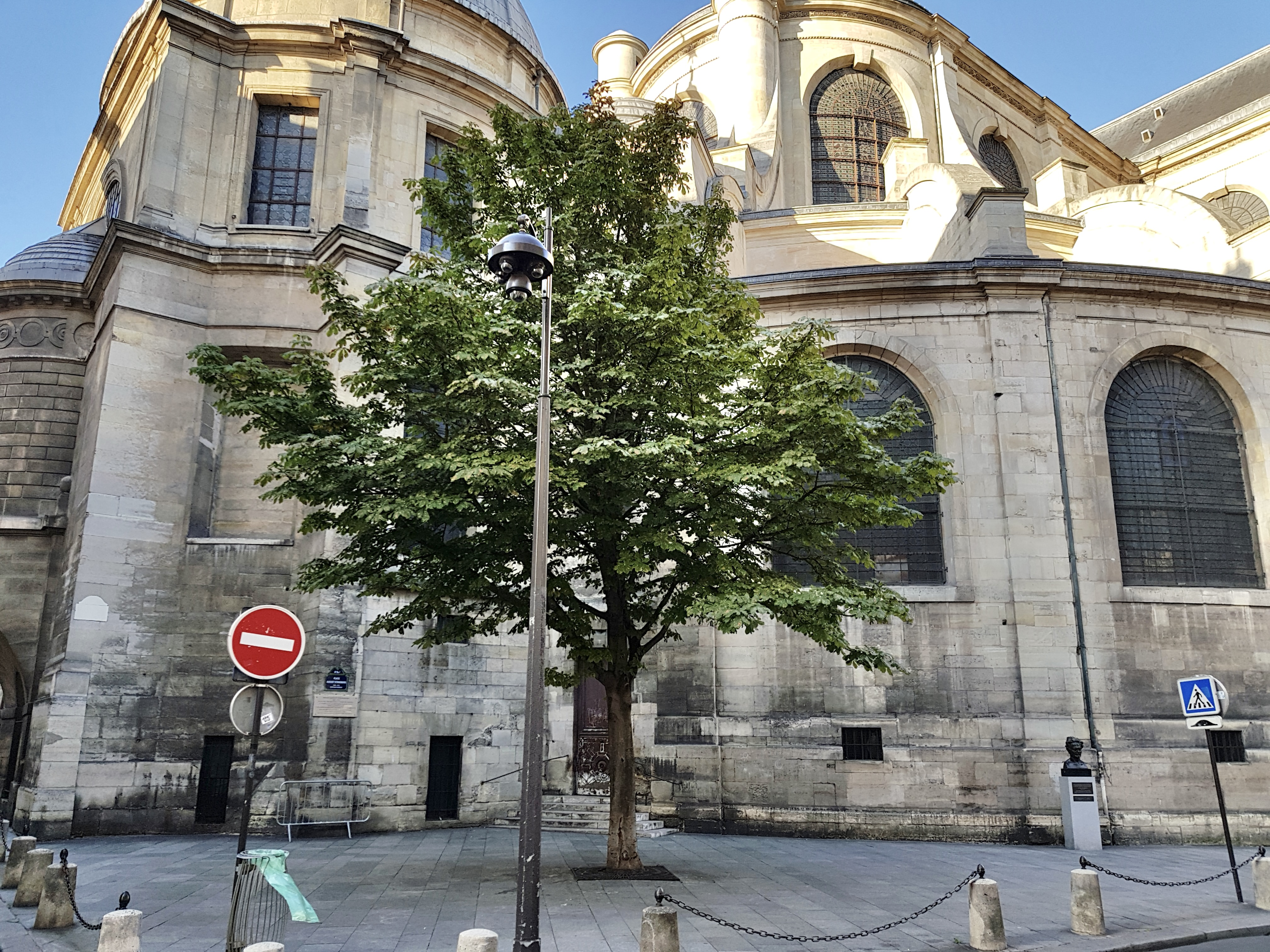

奥古斯特·斯特林堡广场（Place August-Strindberg）是巴黎第六区的一个广场，位于 Rue Garancière与Rue Saint-Sulpice转角。

## 名称

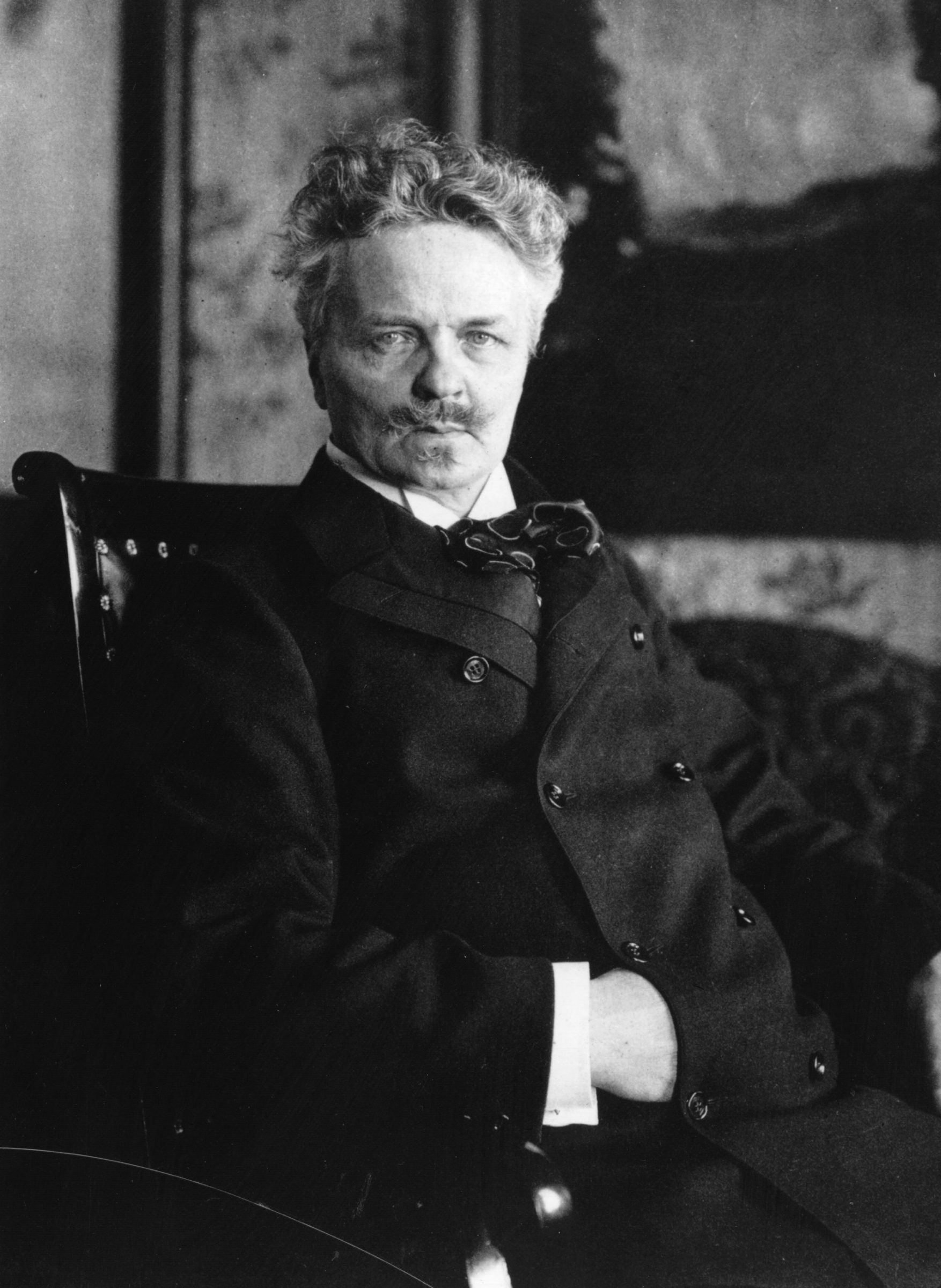
1900年的奥古斯特·斯特林堡

奥古斯特·斯特林堡广场得名于瑞典作家、剧作家、画家奥古斯特·斯特林堡 (1849-1912)。

## 历史

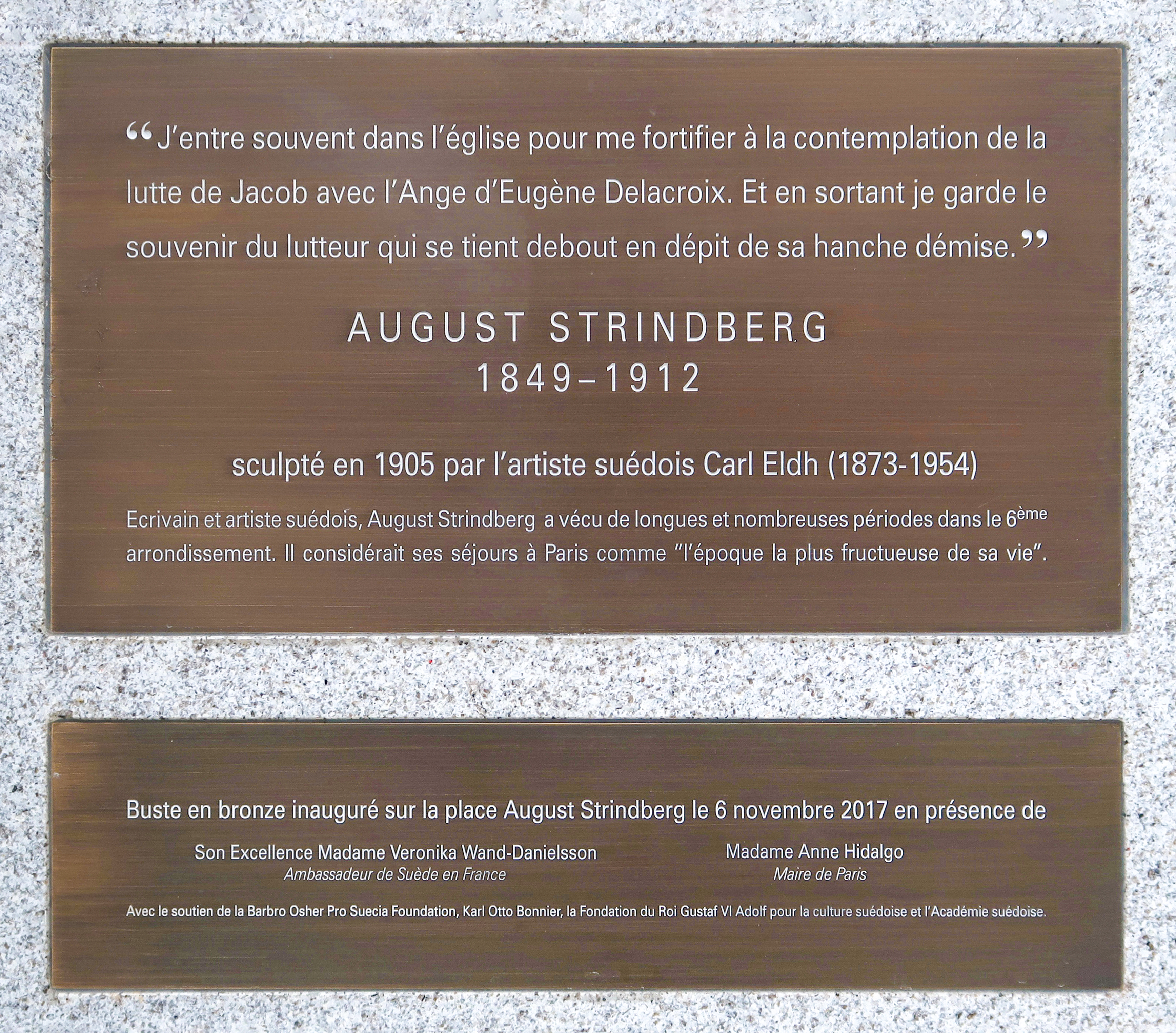

奥古斯特·斯特林堡广场命名于2013年。